# Pałac w Dobroszycach
Pałac w Dobroszycach – pałac w Dobroszycach z XVI w.,  w powiecie oleśnickim, wpisany do rejestru zabytków nieruchomych województwa dolnośląskiego.

## Historia
Zabytkowy dwór-zamek w Dobroszycach, wzniesiony został w stylu Renesansowym, w latach 1589-1601 dla Andreasa von Hengela jako dwukondygnacyjny, czteroskrzydłowy dwór obronny na planie prostokąta, z wewnętrznym dziedzińcem, otoczony wałem i fosą. W latach 1675-1676 książę Juliusz Zygmunt przeobraził warownię w barokowy zamek jako swoją reprezentacyjną rezydencję. Po wielkiej przebudowie w 1853 r. zamek został pozbawiony barokowej ściany szczytowej oraz otoczony zabytkowym parkiem (którego nikłe resztki zachowały się do dziś) na miejscu dotychczasowych ogrodów. Po 1945 r. usunięto także i inne ozdobne elementy, w związku z przystosowaniem budynku na potrzeby umieszczonej tu placówki oświatowej: Zbiorczej Szkoły Gminnej, później Szkoły Podstawowej mającej tu siedzibę aż do 1992 r. Po wielu przebudowach obecny wygląd zamku jest bardzo niewyszukany, jedynie oryginalne renesansowe obramienia okien, późnorenesansowy kamienny portal oraz barokowy portal u wejścia do północnego skrzydła przypominają jeszcze o pierwotnej świetności. Naroża zamku są oflankowane basztami, przy czym południowo-wschodnią basztę wydźwignięto w wieżę. Obiekt jest częścią zespołu pałacowego, w skład którego wchodzą jeszcze ogrody z XVII w., zmienione w drugiej połowie XIX w.

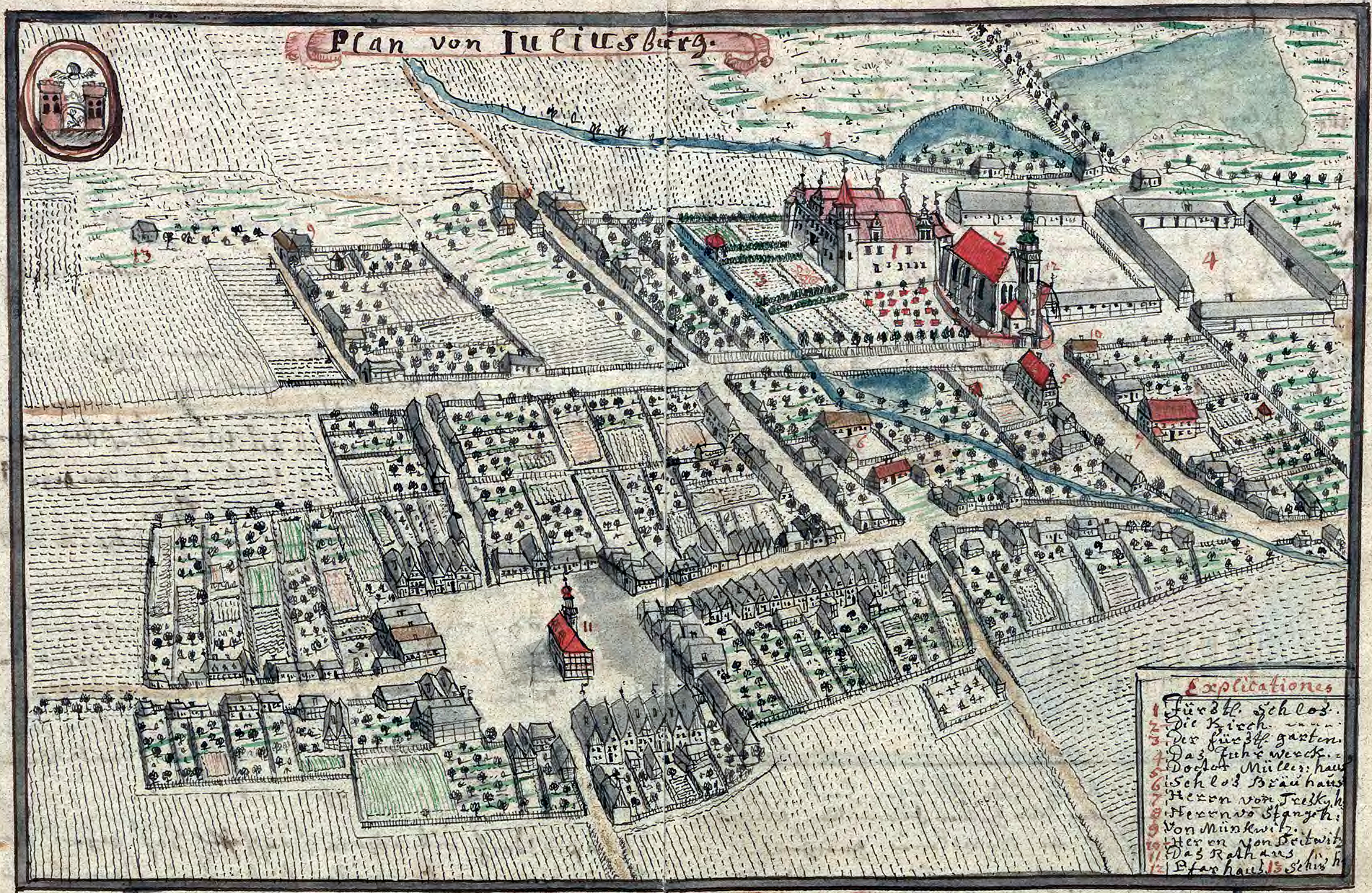
Zamek (1) na planie
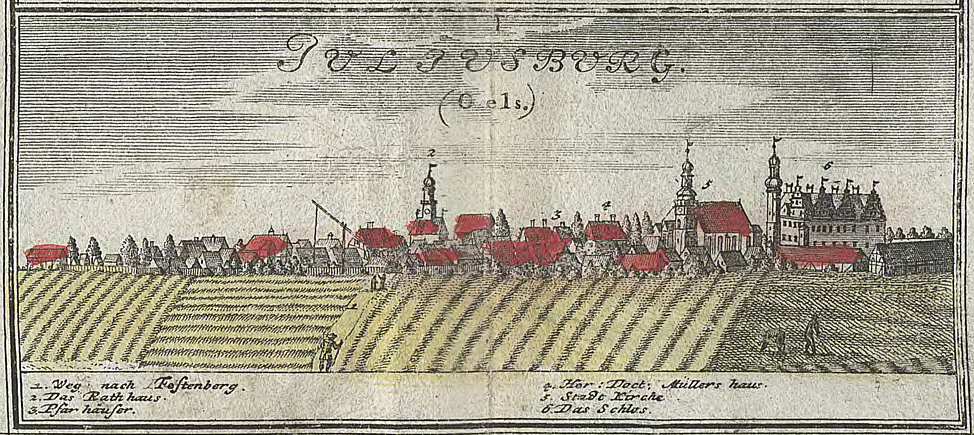
Zamek (6) na tle wsi